# Željeznička pruga Knin – Zadar
Željeznička pruga Knin – Zadar ili Zadar – Knin je jednokolosječna neelektrificirana magistralna pruga duljine 95 km. Izgrađena je 1967. godine. Služi za povezivanje Zadra s unutrašnjosti Dalmatinske zagore. HŽPP je 2014. godine ukinuo putnički promet na ovoj pruzi te umjesto vlakova voze autobusi. Teretni promet još uvijek je aktivan.
Trenutno traje obnova pruge za putnički promet, čiji je planirani završetak 2028. godine. Radove u vrijednosti 90 milijuna € izvodi zagrebačka podružnica austrijske tvrtke Switelsky. Radovi uključuju zamjenu pružnih pragova i tračnica te postavljanje novog tucanika. Pruga se izmješta iz Bibinja izgradnjom zaobilaznice i tunela dužeg od 3 km. Planirana najveća brzina prometovanja je 100 km/h. U zadarskoj luci Gaženica u izgradnji je novi prometni čvor za potrebe pruge.